# Aleix Melé
Aleix Melé (Barcelona, 1990) es un actor y músico español, conocido por interpretar el papel de Santiago Becerra / Israel Becerra en la telenovela Acacias 38.

## Biografía
Aleix Melé nació en 1990 en Barcelona (España), desde temprana edad mostró inclinación por la actuación y la música.

## Carrera
Aleix Melé se licenció en actuación en el Institut del Teatre de Barcelona. Posteriormente, integró la cuarta promoción de la joven compañía nacional de teatro clásico, con la que trabajó en los proyectos Préstame tus palabras, Pedro de Urdemalas, La tempestad, Fuenteovejuna, El perro del hortelano y El banquete.
Trabajó en los proyectos teatrales Afanys d'amor perduts en el TNC, Els Pastorets-Tricicle en el teatro Poliorama, y fue miembro de la compañía de Bomberos participando en los proyectos A House Is Not A Home, La Norma de la Extinción y Fam Oculta dirigida por Pau Masaló. Posteriormente, se formó en verso español, canto y guitarra y participó en clases de teatro y danza impartidas por profesionales como Nikolaj Karpov, Maria Smaevich, Marta Carrasco, Oskaras Korsunovas, Dugald Bruce-Lockhart y Peeping Tom.
Aleix Melé hizo su primera aparición en la pantalla chica en 2010 cuando se unió al elenco de la serie La Riera, en el papel de Amic Ona. De 2010 a 2012 protagonizó la serie Món 3xl. En 2011 interpretó el papel de Edu en la película Año de Gracia dirigida por Ventura Pons. Al año siguiente, en 2012, interpretó el papel de Jordi en la película Los inocentes dirigida por Carlos Alonso-Ojea, Dídac Cervera y Marta Díaz de Lope Díaz.
En 2016 y 2017 interpretó el papel de Willy en la serie Cites. En 2018 interpretó el papel de Jacobo en la serie Instinto.
En 2019 y 2020 integró el elenco de la telenovela Acacias 38, con el papel de Santiago Becerra/Israel Becerra. En 2021 y 2022 interpretó el papel de Juli en la serie Com si fos ahir.
En 2020 hizo su debut en el mundo musical al lanzar su primer álbum Bu.

### Idiomas
Además de castellano y catalán, Aleix Melé domina el inglés.

## Filmografía

### Cine
| Año  | Título        | Personaje | Director                                                    |
| ---- | ------------- | --------- | ----------------------------------------------------------- |
| 2011 | Año de Gracia | Edu       | Ventura Pons                                                |
| 2012 | Los inocentes | Jordi     | Carlos Alonso-Ojea, Dídac Cervera y Marta Díaz de Lope Díaz |

### Televisión
| Año       | Título          | Personaje                         | Notas         |
| --------- | --------------- | --------------------------------- | ------------- |
| 2010      | La Riera        | Amic Ona                          | 1 episodio    |
| 2010-2012 | Lun 3xl         |                                   |               |
| 2016-2017 | Cites           | Willy                             | 4 episodios   |
| 2018      | Instinto        | Jacobo                            | 3 episodios   |
| 2019-2020 | Acacias 38      | Santiago Becerra / Israel Becerra | 113 episodios |
| 2021-     | Com si fos ahir | Juli                              |               |

### Cortometrajes
| Año  | Título          | Personaje | Director       |
| ---- | --------------- | --------- | -------------- |
| 2012 | Kayak           |           | Marc Pujolar   |
| 2013 | Un día especial | Kabol     | Daniel Padró   |
| 2013 | De Vuelta       | Jordi     | Gabriel Dorado |

## Teatro
| Año       | Título                                                                     | Director                                                                   | Teatro                                                                     |
| --------- | -------------------------------------------------------------------------- | -------------------------------------------------------------------------- | -------------------------------------------------------------------------- |
| 2013      | FamOculta                                                                  | Pau Masaló                                                                 | Teatro Tantarantana                                                        |
| 2013-2014 | Els Pastorets-Tricicle                                                     | Paco Mir                                                                   | Teatro Poliorama                                                           |
| 2014      | La Norma de la Extinción, Platónov                                         | Pau Masaló                                                                 | Teatro Maldà y gira                                                        |
| 2015      | A House Is Not A Home                                                      | Pau Masaló                                                                 | Teatro Fira Tàrrega                                                        |
| 2015-2017 | Préstame tus Palabras                                                      | Álex Ruiz Pastor                                                           | Teatro Gira escolar nacional                                               |
| 2016      | Teen Time Gone                                                             | Miquel G. Font                                                             | Teatro Habemus Corpus                                                      |
| 2016      | La tempestad                                                               | Kelly Hunter                                                               | Teatro Flauta de Alcalá de Henares                                         |
| 2016      | Pedro de Urdemalas                                                         | Denis Rafter                                                               | Teatro de la Comedia y gira                                                |
| 2017      | Fuenteovejuna                                                              | Javier H. Simón                                                            | Teatro de la Comedia y gira                                                |
| 2017-2018 | El perro del hortelano                                                     | Helena Pimenta                                                             | Teatro de la Comedia y gira                                                |
| 2015-2017 | Miembro de la 4ª promoción de la joven compañía nacional de teatro clásico | Miembro de la 4ª promoción de la joven compañía nacional de teatro clásico | Miembro de la 4ª promoción de la joven compañía nacional de teatro clásico |
| 2018-2019 | El banquete                                                                | Catherine Marnas & Helena Pimenta                                          | Teatro de la Comedia y gira                                                |
| 2019      | Afanys d'amor perduts                                                      | Pere Planella                                                              | Teatro de la Comedia y gira                                                |

## Discografía

### Álbum
| Año  | Título | Autor      | Productor             |
| ---- | ------ | ---------- | --------------------- |
| 2020 | Bu     | Aleix Melé | Miguel Magdalena Perì |